# 查全性
查全性（1925年4月11日—2019年8月1日），男，祖籍安徽泾县，生于江苏南京，中国电化学家，武汉大学教授，中国科学院院士。

## 生平
1925年生于江苏南京，祖籍安徽泾县，1950年毕业于武汉大学化学系。1957年至1959年间前往莫斯科国立大学进修，师从著名电化学家亚历山大·弗鲁姆金。回国后一直任教于武汉大学化学系，长期从事电极过程动力学的研究。
1977年8月应邀出席在人民大会堂召开的科教座谈会，会上他首先提出应该恢复高考，并为邓小平拍板决定。
1978年被评为教授，1979年出任化学系系主任。1980年当选中国科学院化学部学部委员（院士）。1987年获国家自然科学三等奖。2011年获中国化学会电化学委员会最高学术奖励第一届中国电化学成就奖。
2019年8月1日早上5点08分，查全性因病於武汉大学人民医院逝世。

## 社会兼职
他亦曾任中国化学会常务理事，国务院学位委员会学科评议组成员，《化学学报》、《高等化学学报》和《物理化学学报》等学术期刊编委等职。

## 家庭
父亲是中国物理学家查谦。